# Diviš Bořek z Miletínka
Diviš Bořek z Miletínka (cca 1360–1370 Lázně Bělohrad – 8. ledna 1438) byl husitský polní hejtman činný zejména ve východních a středních Čechách. Původně radikální husita a blízký spolubojovník Jana Žižky, posléze přešel na umírněnou stranu a stal se odpůrcem radikálů (Žižky i jeho nástupců).

## Původ
Pocházel ze zemanského rodu Mrzáků ze severovýchodních Čech sídlícím na malé tvrzi v Miletínku (cca 3 km od Miletína). Jeho otcem byl Diviš Mrzák z Miletínka, který vlastnil tvrze Jaroslav u Vysokého Mýta a Kasaličky na Pardubicku. Diviš Bořek měl bratry Petra, Ondřeje, Jetřicha a Vaňka. První písemná zmínka o něm pochází z roku 1420, kdy se jako jeden z vůdců orebitů vydal na pomoc Praze.

## Husitské války
V roce 1421 dobyl a vypálil bohatý benediktinský Opatovický klášter a poté začal přestavbu menšího hradu na Kunětickém vršku, který byl pojmenován Kunětická hora. Ještě v témže roce vypálil i nedaleký cisterciácký klášter Sezemice. A tak začal ovládat rozsáhlé panství z majetku obou klášterů.
Zemský správce Zikmund Korybutovič jej v roce 1422 jmenoval hejtmanem Hradce Králové.
V červnu a červenci roku 1423 vedl spolu s Bedřichem ze Strážnice první větší útok na Moravu, kde koncem června společně porazili vojska olomouckého biskupa Jana XII. Železného a opavského knížete Přemysla I. Opavského v bitvě u Kroměříže, čímž získali značnou kořist. Jeho úspěch však netrval dlouho, neboť během bojů byl svržen z pozice hejtmana Hradce Králové a tak krátce po návratu do Čech stanul v čele umírněného křídla husitů a v bitvě u Strachova dvora poblíž Hradce Králové prohrál v souboji s někdejším spojencem Janem Žižkou ve vůbec prvním střetnutí mezi dvěma husitskými vojsky.
Roku 1427 jakožto hejtman husitského Kolína podporoval umírněné kališníky a hostil jejich delegaci, která se dohodla na nečekaném přepadení a dobytí Prahy. Plán však byl prozrazen, útočící oddíl zmasakrován a pro jistotu v září 1427 přitáhl ke Kolínu Prokop Holý a město oblehl. Diviš Bořek bránil město po tři měsíce než ho vzpoury městské chudiny sympatizující s radikály donutily uzavřít příměří a vydat město výměnou za svůj volný odchod.
V následujících letech se stával vůdčí postavou umírněné strany, což ho nakonec přivedlo do čela spojených vojsk umírněných katolíků a kališníků, s nimiž 30. května 1434 v bitvě u Lipan rozdrtil spojené síly sirotků a táboritů.

## Majetek

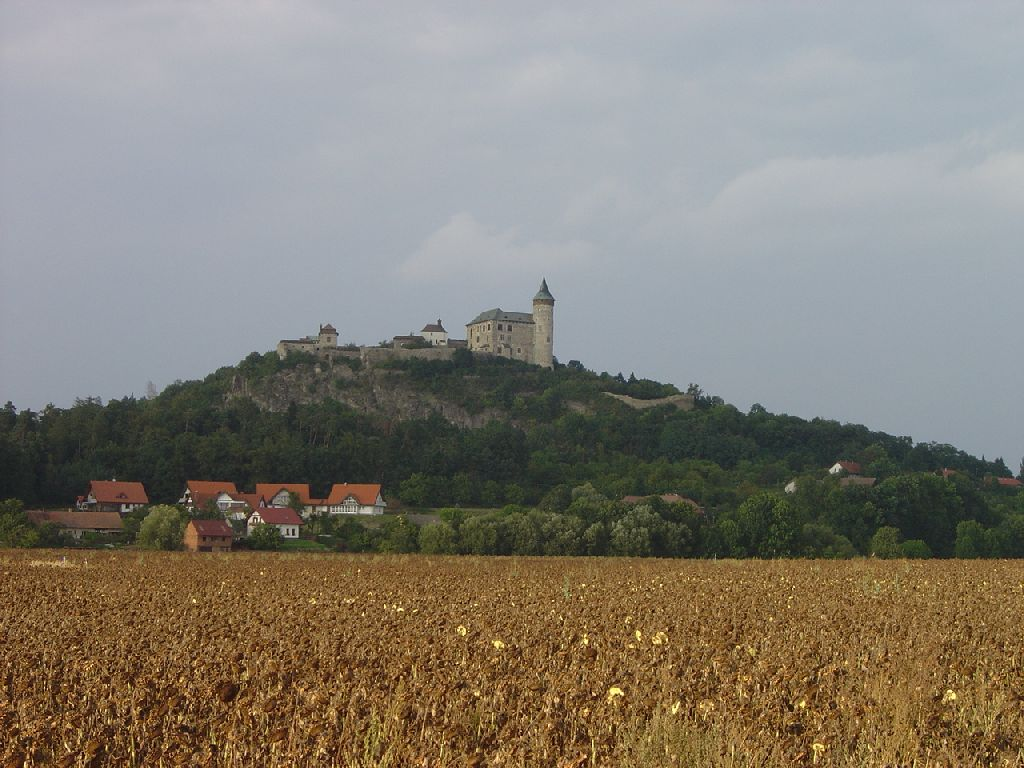
Hrad Kunětická Hora

Na sněmu v Praze v roce 1436 mu král Zikmund Lucemburský s ohledem k jeho zásluhám zapsal fakticky již ovládaný hrad Kunětická hora, městečko Bohudaneč a více než 50 vesnic z původního majetku Opatovického kláštera. Krom toho dále získal obec Velim s tvrzí a 2 vesnice. Krom toho v této době koupil Pardubice. V roce 1437, za pomoc Zikmundovi proti stoupencům radikálního Ambrože z Hradce, kteří ovládali Hradec Králové, získal zástavu na město Přelouč a několik vesnic.
Jeho účast v husitských válkách mu tedy přinesla obrovský majetek, stal se nejbohatším šlechticem východních Čech. Majetku si však mnoho neužil neboť 8. ledna 1438 zemřel. Po jeho smrti bylo dědictví rozděleno mezi jeho syny Jana, Soběslava a Petra, kteří byli nedospělí a poručníkem se jim stal jejích strýc Jetřich z Miletínka. Dospělosti se dožili jen synové Jan a Soběslav.